# Christian Wilhelm von Just
Christian Wilhelm von Just (1712-1797) was een Duits aristocraat en ambtenaar. Hij was Geheimer Kriegsrat oftewel topambtenaar met verantwoordelijkheid voor het leger van de Saksische regering. Christian Wilhelm von Just werd op 4 september 1768 door de Saksische regent prins Xaver tot secretaris (Ordenssekretär) van de zojuist herstelde Militaire Orde van Sint-Hendrik benoemd.